# سفره‌ماهیان پرنده
سفره‌ماهیان پرنده یا سفره‌ماهیان شیطانی (به لاتین: Mobulidae) (دربر گیرندهٔ سفره‌ماهی‌های مانتا و سفره‌ماهی‌های پرنده) خانواده‌ای از سفره‌ماهی‌ها هستند که بیشتر از گونه‌های بزرگی هستند که در اقیانوس‌های باز زندگی می‌کنند نه در کف دریا.

## آرایه‌شناسی
سفره‌ماهیان پرنده Mobulidae توسط برخی از نویسندگان به‌عنوان زیرخانواده سفره‌ماهیان عقابی (Myliobatidae)، و توسط برخی دیگر خانواده‌ای متمایز در نظر گرفته شده‌است، اما آثار اخیر به سود دومی است. به‌طور سنتی، دو سرده شناسایی شده‌اند، سفره‌ماهی دیو و سفره‌ماهی پرنده ، اما تجزیه و تحلیل DNA اخیر نشان می‌دهد که Mobula به‌طور سنتی به سفره‌ماهی پیراتبار است، و Manta را مترادف کوچک Mobula می‌کند.